# Ig, Ig
Ig este o localitate din comuna Ig, Slovenia, cu o populație de 2.054 de locuitori.